# Lars Isacson

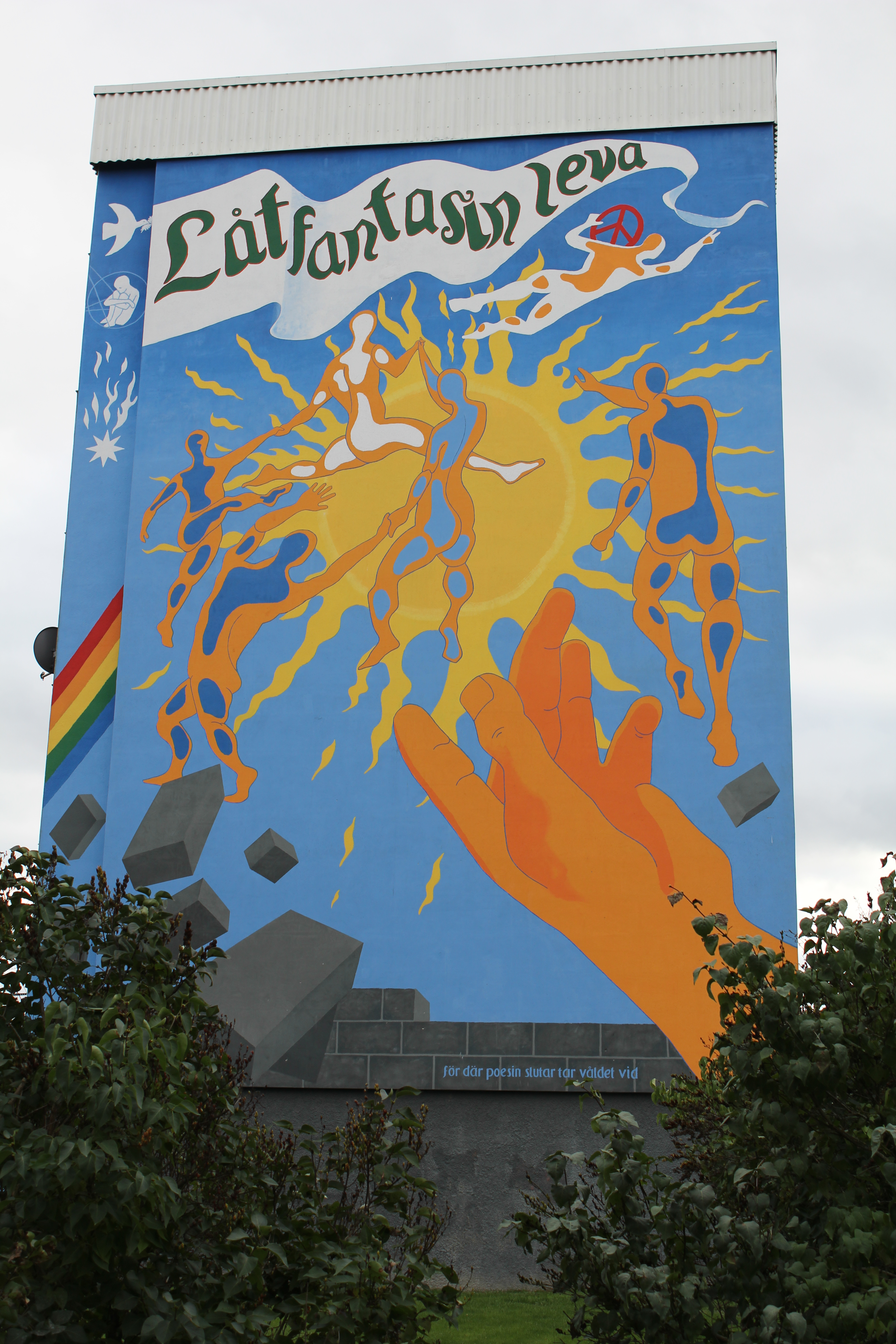
Låt fantasin leva i Storvreten.

Lars Isacson, född 1948 i Kisa i Östergötland, är en svensk tecknare och bildkonstnär.
Isacson studerade vid Berghs reklamskola 1971-1974 och på Lördagsakademien på Konstfack 1972-1975. Han har bland annat illustrerat litterära tidskrifter och böcker, och har sedan 1980-talet hållit kurser i måleri och krokiteckning, vilket han även varit lärare i på Berghs reklamskola och Wendela Hebbegymnasiet i Södertälje.
Isacson arbetar med figurativt måleri och med naturmåleri. Han är bosatt i Vimmerby.

## Offentlig konst i urval
- Låt fantasin leva (1981), fasadmålning i Storvreten, Botkyrka kommun
- Utsmyckning av kulvertarna på Anstalten Hall, Södertälje kommun (1984)
- Utsmyckning av entrén till Södertälje sjukhus (1985)
- Utsmyckning av Karlberga sjukhus i Södertälje (1987)
- Lek på uråldrig mark Marielunds förskola Mariefred (2009)

### Övriga källor
- ”Lars Isacson”. Konstnärslexikonett Amanda. http://www.lexikonettamanda.se/show.php?aid=17884. Läst 9 april 2012.
- ”Sista utställningen under våren”. http://www.folkbladet.se/nyheter/finspang/sista-utstallningen-under-varen-7956251.aspx. Läst 28 juni 2015.